# Крузешть
Крузешть (рум. Cruzești) — село в складі муніципію Кишинів в Молдові. Входить до складу сектора Чокана. Адміністративний центр однойменної комуни, до складу якої також входить село Чероборта.